# Park Studánka
Park Studánka je městský park rozkládající se na západním svahu kopce Petrova na východním okraji brněnského katastrálního území Staré Brno. Od roku 1964 je chráněn jako kulturní památka.

## Historie a popis
Park, původně až do druhé poloviny 60. let 20. století náležející ke katastrálnímu území Město Brno, tvořil spolu se současnými Denisovými sady jeden celek, který byl prvním veřejným parkem v Čechách a na Moravě založeným veřejnou správou (moravskými zemskými stavy) v letech 1814 až 1818. Oficiálně byl založen 4. října 1818, kdy byl na ploše bastionu slavnostně odhalen známý obelisk oslavující vítězství nad Napoleonem; po rakouském císaři Františkovi I., který měl ten den svátek, byl park nazván Františkov. Roku 1919 byl přejmenován na Denisovy sady na počest francouzského historika Ernesta Denise, který přispěl ke vzniku Československa.
V letech 1939–1941 byl park rozdělen na dvě části nově vybudovanou silniční komunikací spojující původní jižní konec Husovy ulice s Nádražní ulicí. Horní, Petrovu bližší část si podržela název Denisovy sady, dolní, západněji položená část získala jméno park Studánka podle studánky, na jejímž místě byl roku 1815 postaven empírový pavilonek Fons salutis (Pramen zdraví).